# 大喜多寅之助
大喜多 寅之助（おおきた とらのすけ、慶応2年11月20日（1866年12月26日） - 1961年（昭和36年）2月13日）は、名古屋市長。弁護士。

## 経歴
美濃国大垣出身。1866年に父・次助と母・幸の第6子（五男）として生まれる。大垣小学校、岐阜華陽学校大垣分校、大学予備門、第一高等中学校を経て、1888年（明治21年）に東京帝国大学法科大学に入学した。1892年（明治25年）に卒業した後は名古屋市で弁護士事務所を開業した。弁護士業務のかたわら、愛知法律学校を創設して校長に就任し、また『金城新報』の編集監督も務めた。1896年（明治29年）には名古屋弁護士会長に選出された。
名古屋市会議員、同参事会員、名古屋市会議長に選出され、1921年（大正10年）には名古屋市長に就任した。
市長退任後は再び弁護士を開業し、名岐自動車道株式会社社長、東邦商業学校校長、日本放送協会東海支部監事、中京法律学校校長などを務めた。

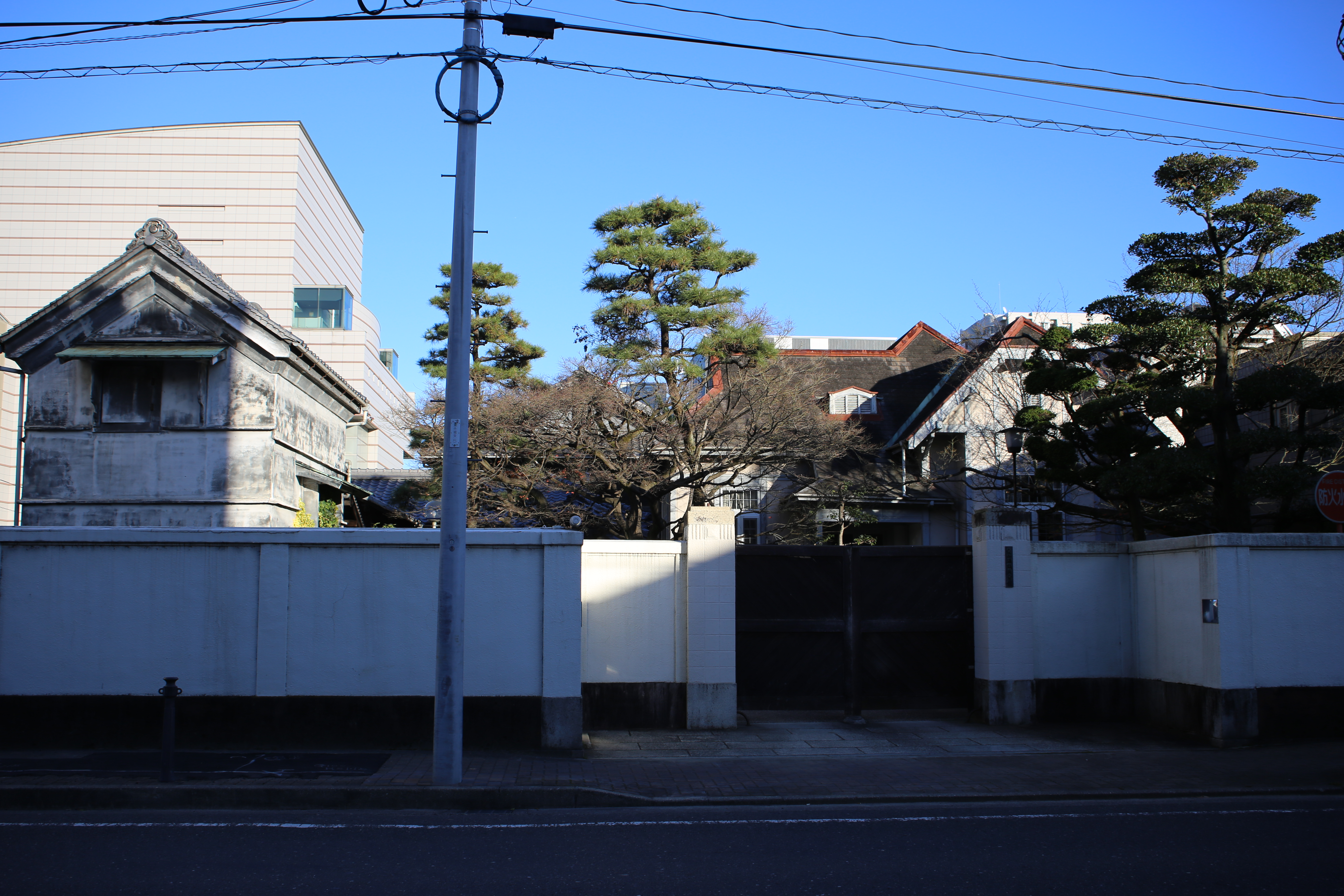
旧私邸・事務所（2015年12月）

なお、1920年（大正9年）に事務所兼邸宅として建築された建物は、1952年（昭和27年）に愛知県の所有となり、2016年（平成28年）現在愛知県議員会館として利用されている。